# 2075
2075 — 2075 рік нашої ери, 75 рік 3 тисячоліття, 75 рік XXI століття, 5 рік 8-го десятиліття XXI століття, 6 рік 2070-х років.

## Очікувані події
- Вважається, що в 2075 році населення світу досягне своєї максимальної кількості — 9,22 млрд. Нині ООН стверджує, що темпи росту населення швидко зменшуються через демографічний перехідний період.[1].
- 13 липня відбудеться сонячне затемнення.

## Вигадані події
- Події французького серіалу Аргай: Пророцтво